# Дз (диграф)
Дз — кириллический диграф.

## Использование
В белорусском и украинском языках обозначает звуки [d͡z] или [d͡zʲ] в зависимости от последующей буквы. На стыке приставки и корня читается как два отдельных звука (бел./укр.): падземны/підземний. В украинском языке не является и никогда не являлся самостоятельной буквой; в современном белорусском также не является самостоятельной буквой, однако в прошлом иногда включался в алфавит. 
В неславянских языках диграф используется в абазинском, коми, адыгейском, кабардино-черкесском и осетинском языках и обозначает звук [d͡z] или [d͡zʲ].  Во всех этих языках диграф является самостоятельной буквой алфавита и чаще всего занимает место после букв Д или диграфа Дж.

## Альтернативные записи
В языках, использующих кириллицу, существуют отдельные буквы для обозначения звука [d͡z]:
- в абхазском алфавите в версии М. Р. Завадского для диграфа Дз использовалась лигатура — Ꚉ. На данный момент для обозначения этого звука применяется буква Ӡ.
- в македонском и старославянском языке для обозначения этого звука применяется буква Ѕ.